# كلسلل (تشيشير)
كلسلل (بالإنجليزية: Kelsall)‏ هي قرية وأبرشية مدنية تقع في المملكة المتحدة في إنجلترا. يقدر عدد سكانها بـ 2,520 نسمة .

## أعلام
- شارلي وليامز